# سیلوینو ژوآئو ده کاروالیو
سیلوینو ژوآئو ده کاروالیو (به پرتغالی: Silvino João de Carvalho) (زاده ۲۰ مه ۱۹۸۱، در آراریپینا، برزیل) معروف به ژابا (به پرتغالی: Jabá)، بازیکن فوتبال اهل برزیل است. این بازیکن پس از اتمام قراردادش با باشگاه آنتالیااسپور ترکیه در ماه مه ۲۰۱۲ به عنوان بازیکن آزاد محسوب می‌شود. او پیش از این به مدت ۴ سال در باشگاه رقیب -یعنی آنکارااسپور- در سوپرلیگ ترکیه بازی کرده بود.
وی همچنین دارای تابعیت کشور ترکیه است.